# Magnétoélectrochimie
La magnétoeléctrochimie est une branche de l'électrochimie concernée avec les effets magnétiques dans l'électrochimie.

## Histoire
Ces effets ont été supposés exister depuis l'époque de Michael Faraday.
Il y a eu des observations sur l'existence de effet Hall en électrolytes. Jusqu'à ces observations, la magnetoélectrochimie était une curiosité ésotérique.
Ce domaine a connu un développement rapide dans les dernières années et est un domaine de recherche actif. Autres domaines scientifiques qui ont contribué au développement de la  magnetoelectrochimie sont la magnétohydrodynamique et la théorie de la diffusion convective.

## Effets du champ magnétique
Il y a trois types d'effets magnétiques en électrochimie:
- Sur les électrolytes
- Sur le transfert de masse
- Le dépôt de métal